# 68'29"
《68'29"》是香港歌手陳奕迅於2000年9月27日發行的粵語精選輯，專輯內共有16首歌曲。

## 曲目
1. 原來這裡沒有你 (電視劇《雷霆第一關》插曲) (新曲)
2. 天網 (電視劇《雷霆第一關》主題曲) (新曲)
3. 天下無雙
4. 我的快樂時代
5. 黃金時代
6. 我甚麼都沒有
7. 第五個現代化
8. 貝多芬與我
9. 今天等我來
10. 抱擁這分鐘
11. 現場直播
12. 傷信
13. 遊離份子
14. 安守本份
15. 時代曲
16. 我們不哭了 (與何超儀、海俊傑、楊千嬅合唱) (新曲)